# Marcelo Gonçalves
Pour les articles homonymes, voir Gonçalves et Lopes.
Marcelo Gonçalves Costa Lopes, plus connu sous le nom de Gonçalves, est un footballeur brésilien né le 22 février 1966 à Rio de Janeiro. Il évoluait au poste de défenseur central.

## Palmarès
- Botafogo FR
  - Champion du Brésil en 1995
  - Champion de l'État de Rio en 1990 et 1997
  - Taça Guanabara en 1997
  - Tournoi Rio-São Paulo en 1998

- UAG Tecos
  - Champion du Mexique en 1994

- Sélection du Brésil
  - Copa América 1997
  - Coupe des confédérations 1997